# Lerista aericeps
Lerista aericeps — вид сцинкоподібних ящірок родини сцинкових (Scincidae). Ендемік Австралії.

## Поширення і екологія
Lerista aericeps поширені у внутрішніх районах Австралії, від південного сходу Північної Території до крайнього заходу Нового Південного Уельсу, північного сходу Південної Австралії і південного заходу Квінсленду. Вони живуть на піщаних пустельних рівнинах та на напівпустельних луках.